# Transnationalisme
 (août 2014).
Si vous disposez d'ouvrages ou d'articles de référence ou si vous connaissez des sites web de qualité traitant du thème abordé ici, merci de compléter l'article en donnant les références utiles à sa vérifiabilité et en les liant à la section « Notes et références ».
Le Transnationalisme est un domaine de recherche et un phénomène social lié d'une part à l'augmentation des interconnexion entre individus et d'autre part à la diminution de l'importance (économique et sociale) donnée aux frontières entre états,,,
Le terme a été popularisé au début du XXe siècle par l'écrivain Randolph Bourne pour décrire « une nouvelle façon de penser au sujet des relations entre les cultures ». Toutefois, le terme lui-même a été inventé par un de ses collègues à l'université. Le transnationalisme ne permet l'élargissement du cadre d'étude de l'action collective qu'à partir des travaux de Joseph S. Nye, Jr. et Robert O. Keohane.